# Coupe Memorial 1998
Navigation
Édition précédente Édition suivante
L'édition 1998 de la Coupe Memorial est présenté du 9 au 17 mai 1998 à Spokane, Washington. Elle regroupe les champions de chacune des divisions de la Ligue canadienne de hockey, soit la Ligue de hockey junior majeur du Québec (LHJMQ), la Ligue de hockey de l'Ontario (LHO) et la Ligue de hockey de l'Ouest (LHOu)

## Équipes participantes
- Les Foreurs de Val-d'Or représente la Ligue de hockey junior majeur du Québec.
- Le Storm de Guelph représente la Ligue de hockey de l'Ontario.
- Les Winter Hawks de Portland représente la Ligue de hockey de l'Ouest.
- Les Chiefs de Spokane de la LHOu en tant qu'équipe hôte.

## Classement de la ronde Préliminaire
| Équipe                   | PJ | V | D | BP | BC | Pts |
| ------------------------ | -- | - | - | -- | -- | --- |
| Winter Hawks de Portland | 3  | 3 | 0 | 17 | 8  | 6   |
| Storm de Guelph          | 3  | 2 | 1 | 12 | 7  | 4   |
| Chiefs de Spokane        | 3  | 1 | 2 | 8  | 11 | 2   |
| Foreurs de Val-d'Or      | 3  | 0 | 3 | 8  | 19 | 0   |

## Résultats

### Résultats du tournoi à la ronde
Voici les résultats du tournoi à la ronde pour l'édition 1999 :

## Effectifs
Voici la liste des joueurs des Winter Hawks de Portland, équipe championne du tournoi 1998 :
- Entraîneur : Brent Peterson
- Gardiens : Brent Belecki et Jason LaBarbera.
- Défenseurs : Christian Bolding, Andrew Ference, Kevin Haupt, Shon Jones-Parry, Jared Smith, Ryan Thrussell et Matt Walker.
- Attaquants : Kyle Chant, Ken Davis, Todd Hornung, Marián Hossa, Mike Hurley, Chris Jacobson, Ryan Kehrig, Gerry King, Derek MacLean, Brenden Morrow, Mike Muzechka, Andrej Podkonický, Todd Robinson, Blake Robson, Bobby Russell, Marty Standish et Joey Tetarenko.

## Meilleurs pointeurs
| Joueur             | Équipe   | PJ | B | A | Pts |
| ------------------ | -------- | -- | - | - | --- |
| Andrej Podkonický  | Portland | 4  | 6 | 4 | 10  |
| Marián Hossa       | Portland | 4  | 4 | 3 | 7   |
| Manny Malhotra     | Guelph   | 5  | 1 | 6 | 7   |
| Bobby Russell      | Portland | 4  | 4 | 2 | 6   |
| Mike Hurley        | Portland | 4  | 0 | 6 | 6   |
| Jean-Pierre Dumont | Val-d'Or | 3  | 3 | 2 | 5   |
| Todd Robinson      | Portland | 4  | 1 | 4 | 5   |
| Greg Leeb          | Spokane  | 4  | 3 | 1 | 4   |
| Jason Jackman      | Guelph   | 5  | 2 | 2 | 4   |
| Kent McDonnell     | Guelph   | 5  | 2 | 2 | 4   |

### Meilleurs gardiens
| Joueur         | Équipe   | PJ | V  | D  | Bl | Moy  | %Arr   |
| -------------- | -------- | -- | -- | -- | -- | ---- | ------ |
| Chris Madden   | Guelph   | -- | -- | -- | -- | 2,21 | 94,7 % |
| Brent Belecki  | Portland | -- | -- | -- | -- | 2,68 | 91,6 % |
| David Haun     | Spokane  | -- | -- | -- | -- | 2,93 | 88,5 % |
| Roberto Luongo | Val-d'Or | -- | -- | -- | -- | 6,33 | 85,7 % |

## Honneurs individuels
- Trophée Stafford-Smythe (meilleur joueur) : Chris Madden (Storm de Guelph)
- Trophée George-Parsons (meilleur esprit sportif) : Emmanuel Malhotra (Storm de Guelph)
- Trophée Hap-Emms (meilleur gardien) : Chris Madden (Storm de Guelph)
- Trophée Ed-Chynoweth (meilleur buteur) : Andrej Podkonický (Winter Hawks de Portland)

Équipe d'étoiles :
- Gardien : Chris Madden (Storm de Guelph)
- Défenseurs : Brad Ference (Chiefs de Spokane) — Francis Lessard (Foreurs de Val-d'Or)
- Attaquants : Andrej Podkonický (Winter Hawks de Portland) — Emmanuel Malhotra (Storm de Guelph) — Marián Hossa (Winter Hawks de Portland)